# Avioduct

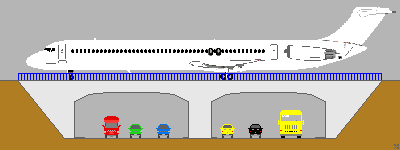
Avioduct (desen schematic)

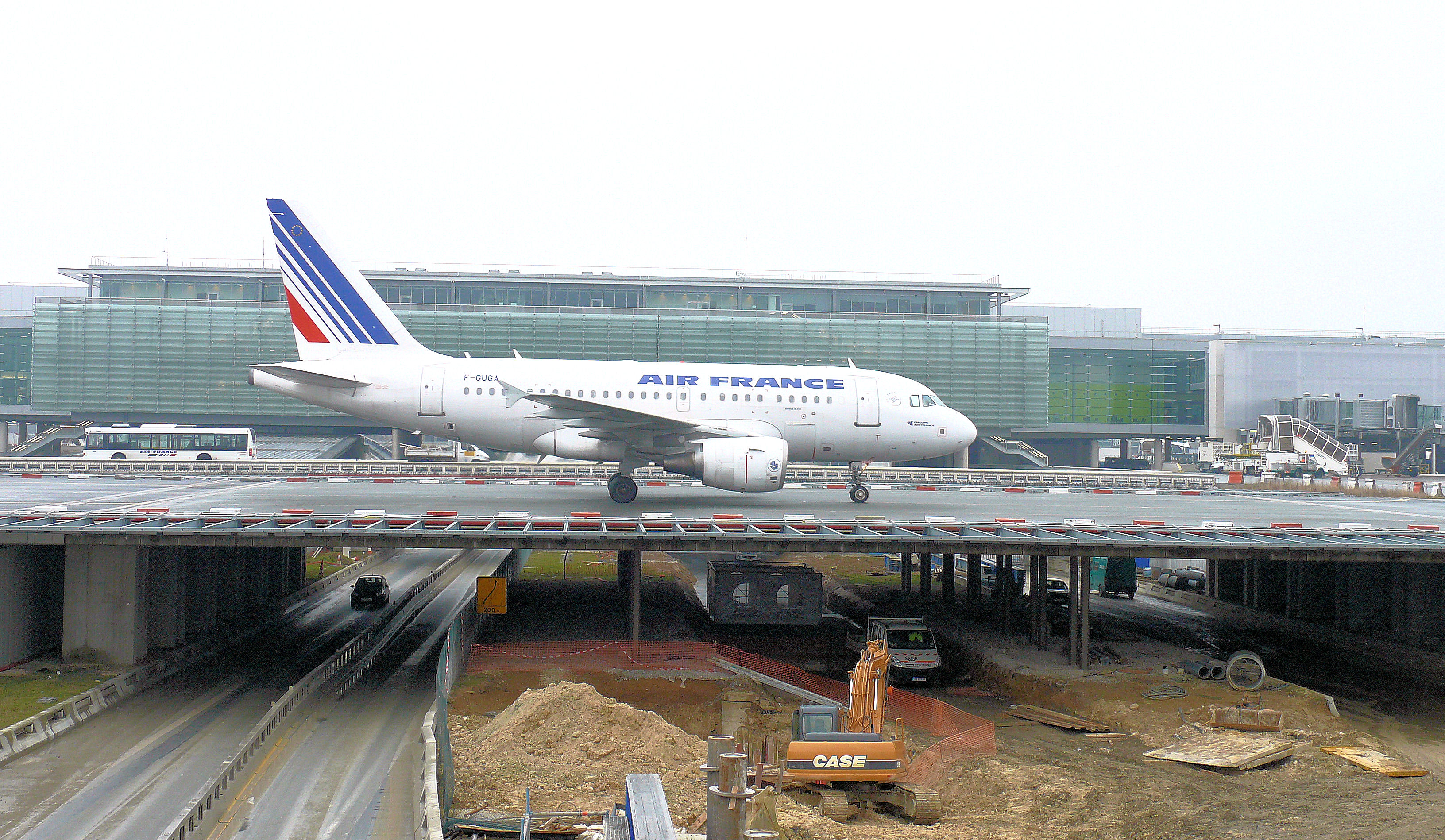
Avioduct la Aeroportul Internațional Charles de Gaulle

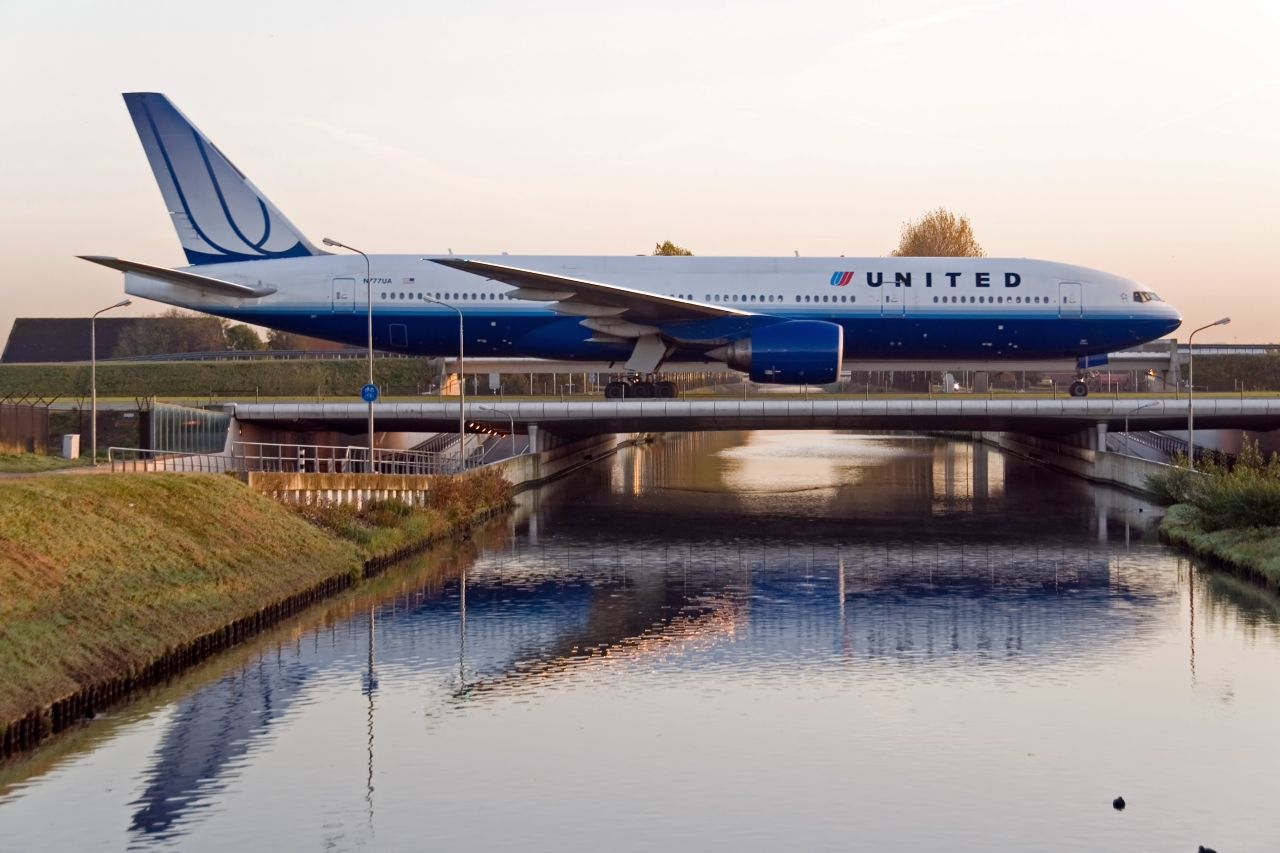
Pod de avion peste Canalul principal Hoofdvaart (Haarlemmermeer) pe Aeroportul Amsterdam Schiphol, Olanda

Un avioduct este un pod pentru aeronave, comparabil cu un viaduct pentru mașini sau ecoduct pentru animale. Include poduri de taxiway  și poduri de pistă de decolare, pentru traficul aeronavelor peste autostrăzi, căi ferate sau căi navigabile, care trebuie proiectate pentru a susține cele mai grele aeronave care le pot traversa.
Podurile pentru aeronave trebuie proiectate pentru forțele apreciabile exercitate la frânarea aeronavei, afectând sarcina laterală în substructură. În zonele cu climă rece, trebuie luate măsuri pentru anti-îngheț, în construcția acestor poduri.
În prezent, cea mai mare aeronavă de pasageri din lume, Airbus A380, are o greutate maximă la decolare (MTOW) de 575 t.
Mai multe poduri de aeronave permit traversarea autostrăzii A1 și a altor căi rutiere pe pistele aeroportului Charles de Gaulle din Paris sau pe pistele care permit circulația avioanelor între pista 1,
la nord de terminale și pistele 2 și 4 spre sud.
Aeroportul Internațional Düsseldorf are capătul de apropiere (approach) al pistei 23L și ultima cale de rulare din aceeași pistă 05R deasupra unei linii de cale ferată. Stația aeroportului din Düsseldorf oferă o vedere foarte bună asupra aeronavelor care vin la aterizare.